# SsangYong Actyon
De SsangYong Actyon is een SUV van het Zuid-Koreaanse automerk SsangYong. Het merk bracht dit model voor het eerst op de markt in 2006 en heeft in de loop der jaren enkele keren vernieuwingen doorgevoerd.

## Fotogalerij

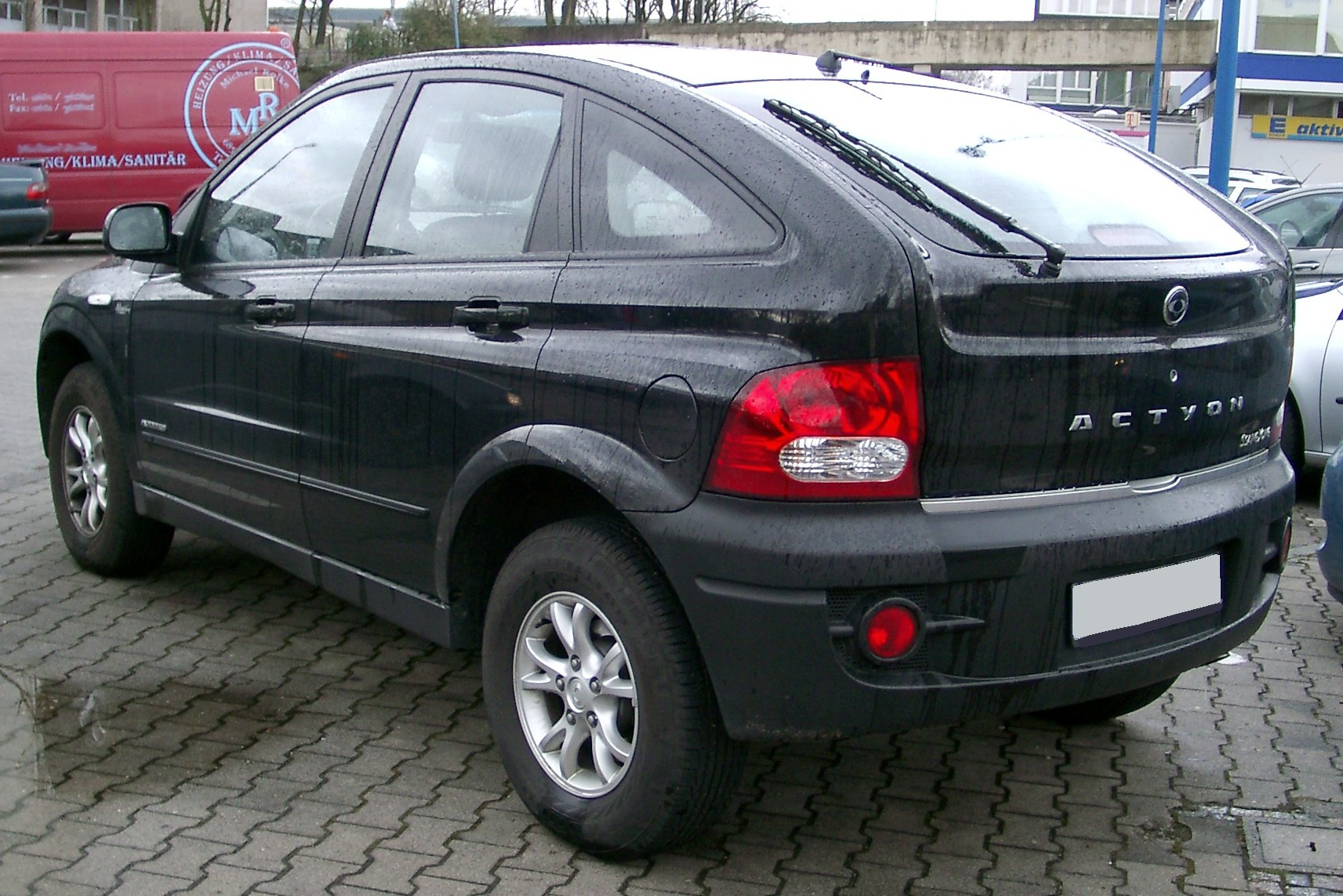
Achteraanzicht
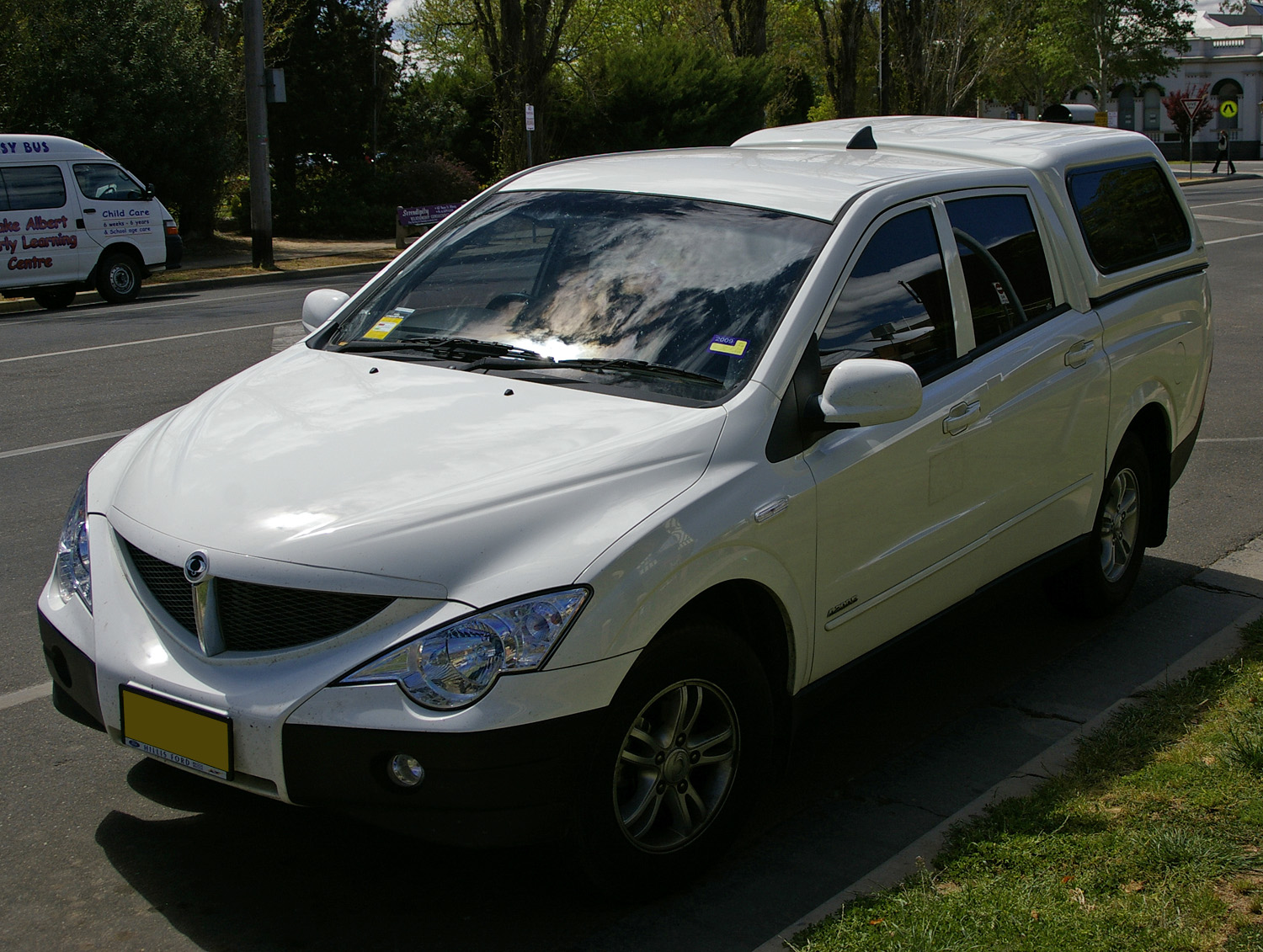
SsangYong Actyon Sports (2006–2012)
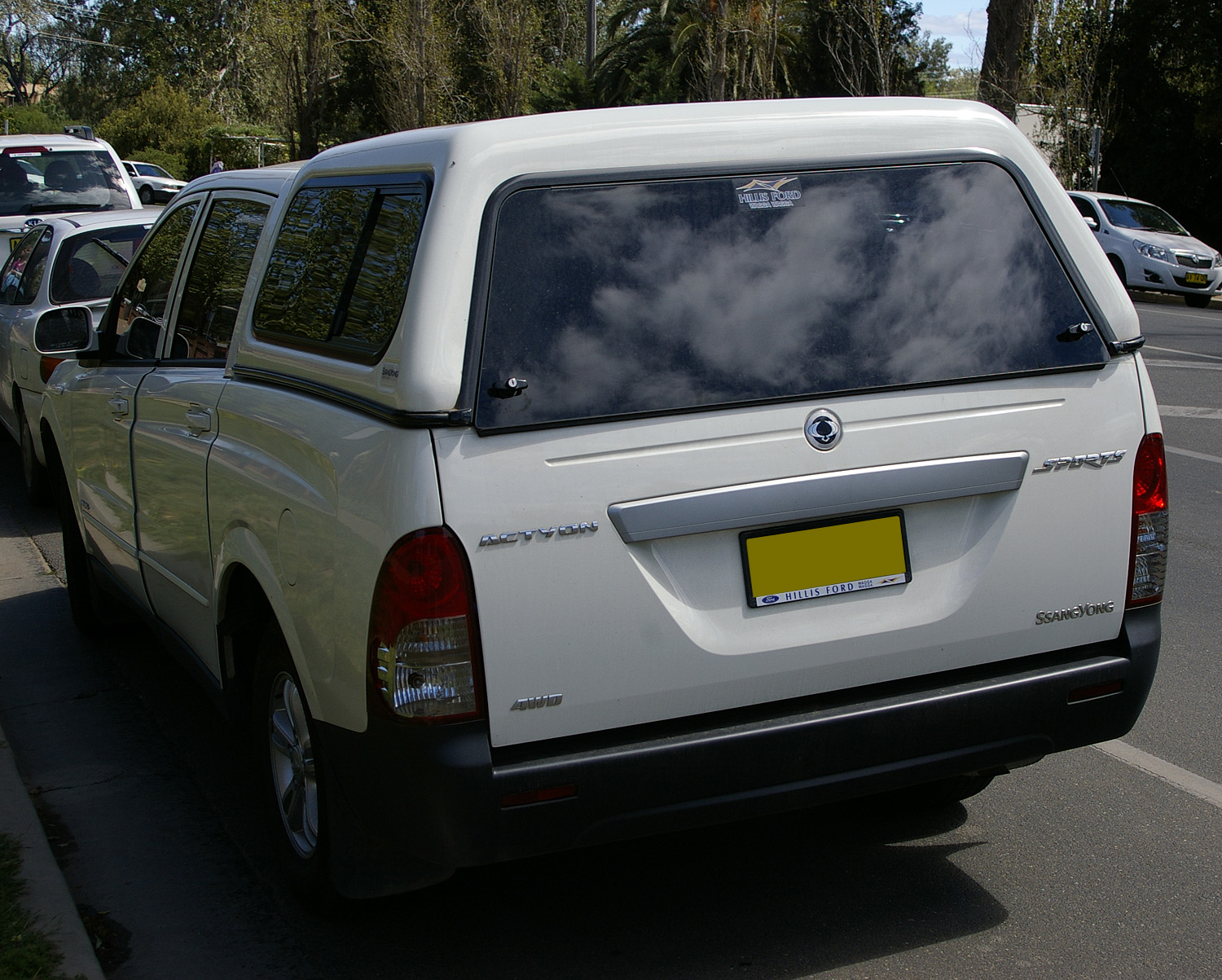
Achteraanzicht Actyon Sports
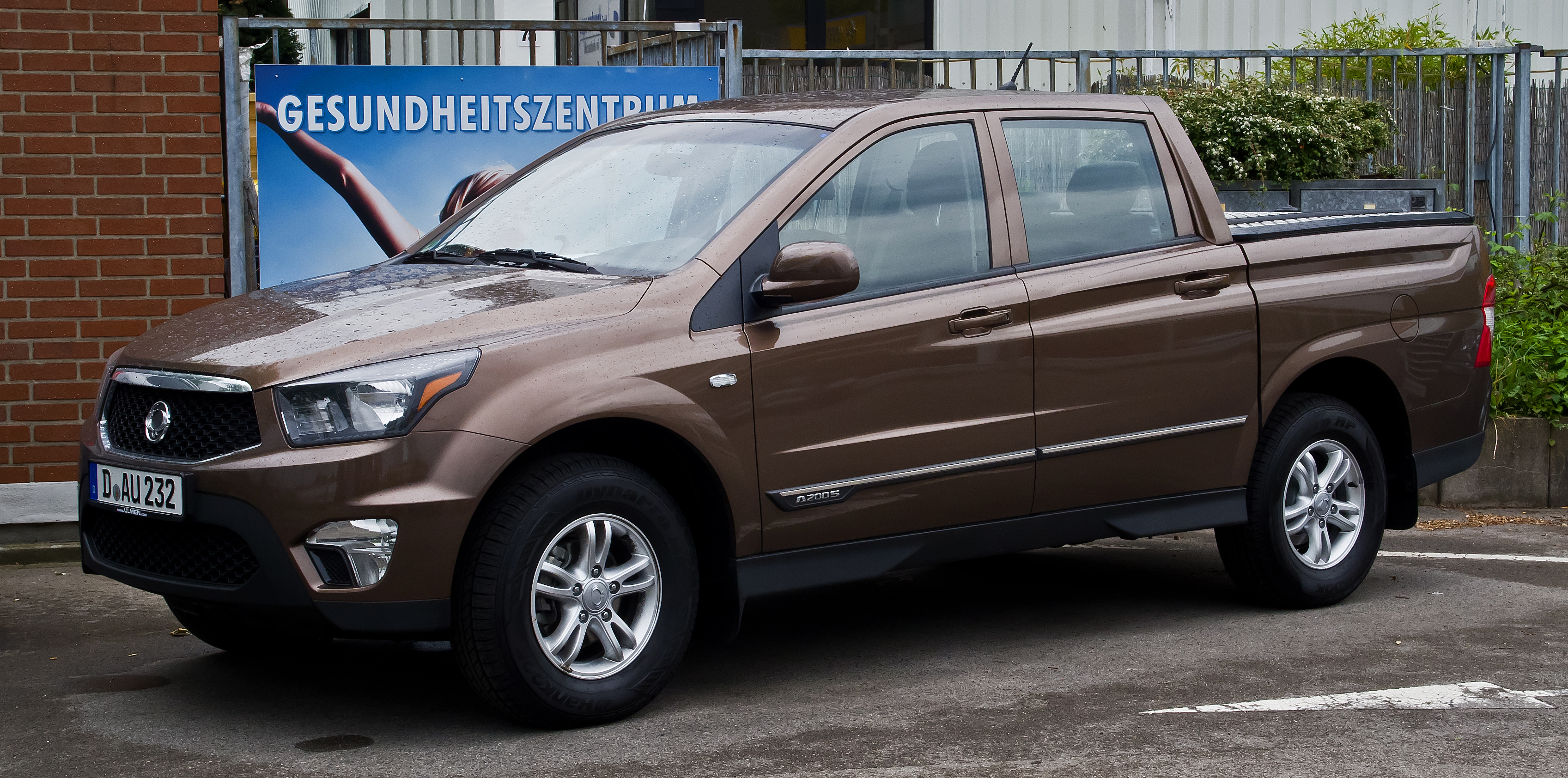
SsangYong Actyon Sports (2013–2018)
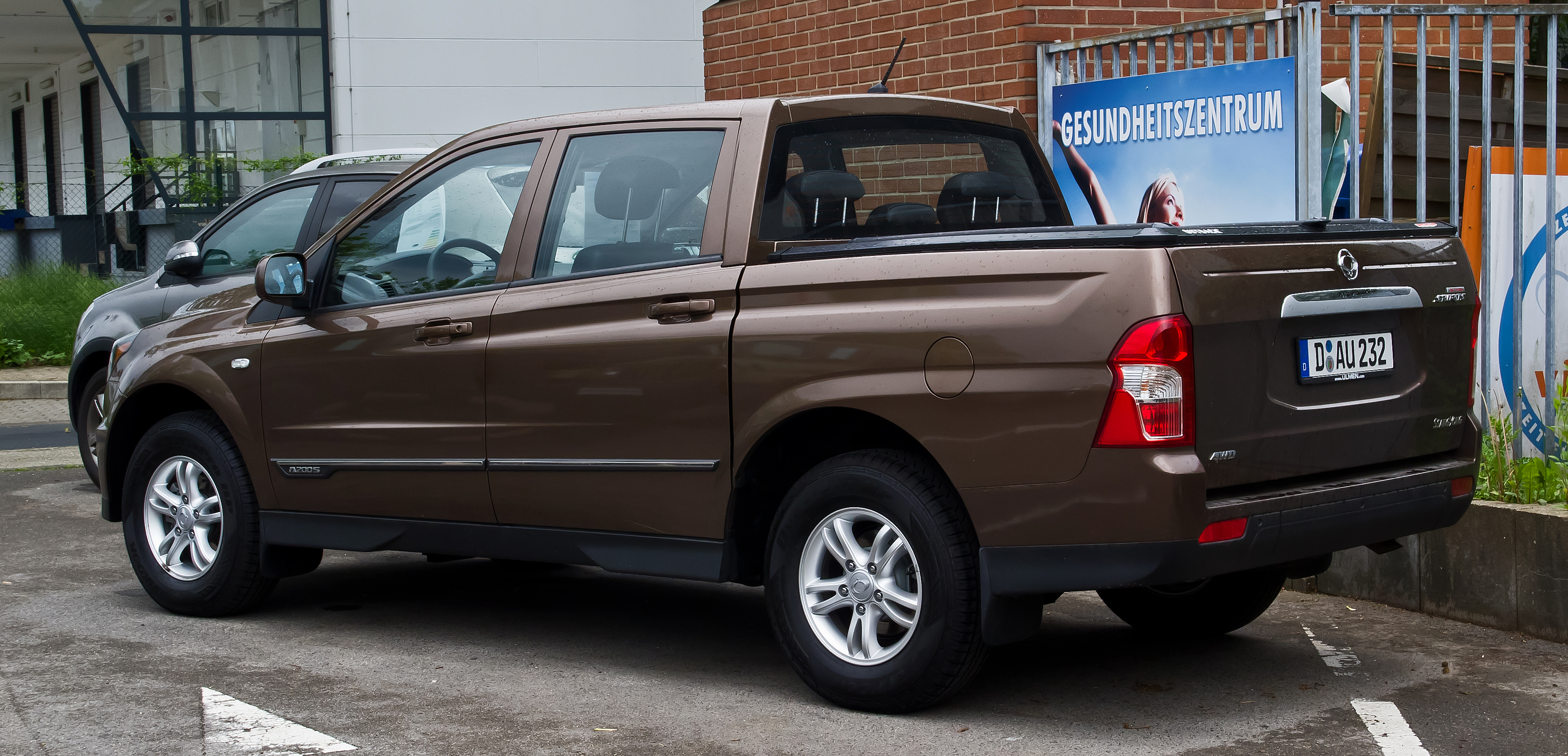
Achteraanzicht